# ニューポール 10
ニューポール 10
ニューポール 10
- 用途：偵察機、戦闘機、練習機
- 設計者：ギュスターヴ・ドラージュ（英語版）
- 製造者：ニューポール
- 運用者：

  - フランス空軍
  - イギリス海軍航空隊
  - ロシア帝国空軍（英語版） ほか
- 初飛行：1914年
- 運用開始：1915年
- 退役：1918年
- 運用状況：退役済
- サブタイプ：ニューポール 12

ニューポール 10（近年の情報源においてはニューポール XB）は第一次世界大戦時フランスの複葉機（一葉半方式〈セスキプラン〉）で、偵察機・戦闘機・練習機を含む広い用途で使用された。

## 設計と開発
1914年1月、設計者ギュスターヴ・ドラージュはニューポール社に入社し、その後大戦期を通じて生産され続けることになる一連の航空機の設計に着手した。ニューポール10はこの系列の最初のもので、もともとは1914年のゴードン・ベネット・カップ (飛行機レース)出場のための設計だった。大戦によりレースが中止となり、本機は軍用複座偵察機として開発され1915年に就役した。
本機の特徴は独特の「V型」翼間支柱にある。下翼の翼面積は上翼に比べて格段に小さい。このコンセプトは複葉機の翼間張線を用いた翼構造の頑丈さ・コンパクトさ・安定性と、単葉機の速度・取り扱いの容易さを両立させることを狙ったものだった。
本機の多くは前席を廃し、ルイス機関銃またはヴィッカース機関銃のどちらか1挺を前方への射撃のために上翼の中央翼部または翼上に装備した単座戦闘機として製造または改造された。この型式で本機は戦闘機として用いられた。
ニューポール 10で得た経験のもとに著名な2機種が開発された。ニューポール 11ベベ（Bébé） は当初より単座機として開発されたさらに小型の新設計機である。ニューポール 12はより強力な複座機で、上翼面積を拡大し、銃手の座席配置を改善していた。加えて大戦後期には細部を改修した練習機専用型がニューポール 83 E.2の型式名で生産された。特異な食い違い翼のコンセプトを検証するために、ニューポール10の胴体を用いた三葉機が1機作られた。

## 運用歴
初期のフランス撃墜王の多くがニューポール 10に搭乗したが、最も高名なのはジョルジュ・ギヌメールで、使用した数機のニューポール 10にすべて"Vieux Charles"（“老シャルル”）の文字を描いていた。ベルギー人として最初の撃墜戦果をヤン・オリエスラーヘルスが挙げた際の乗機はニューポール 10であった。カナダ人による最初の空戦戦果も空軍少尉Arthur Inceが駆るニューポール 10によるものであった。

## 派生型

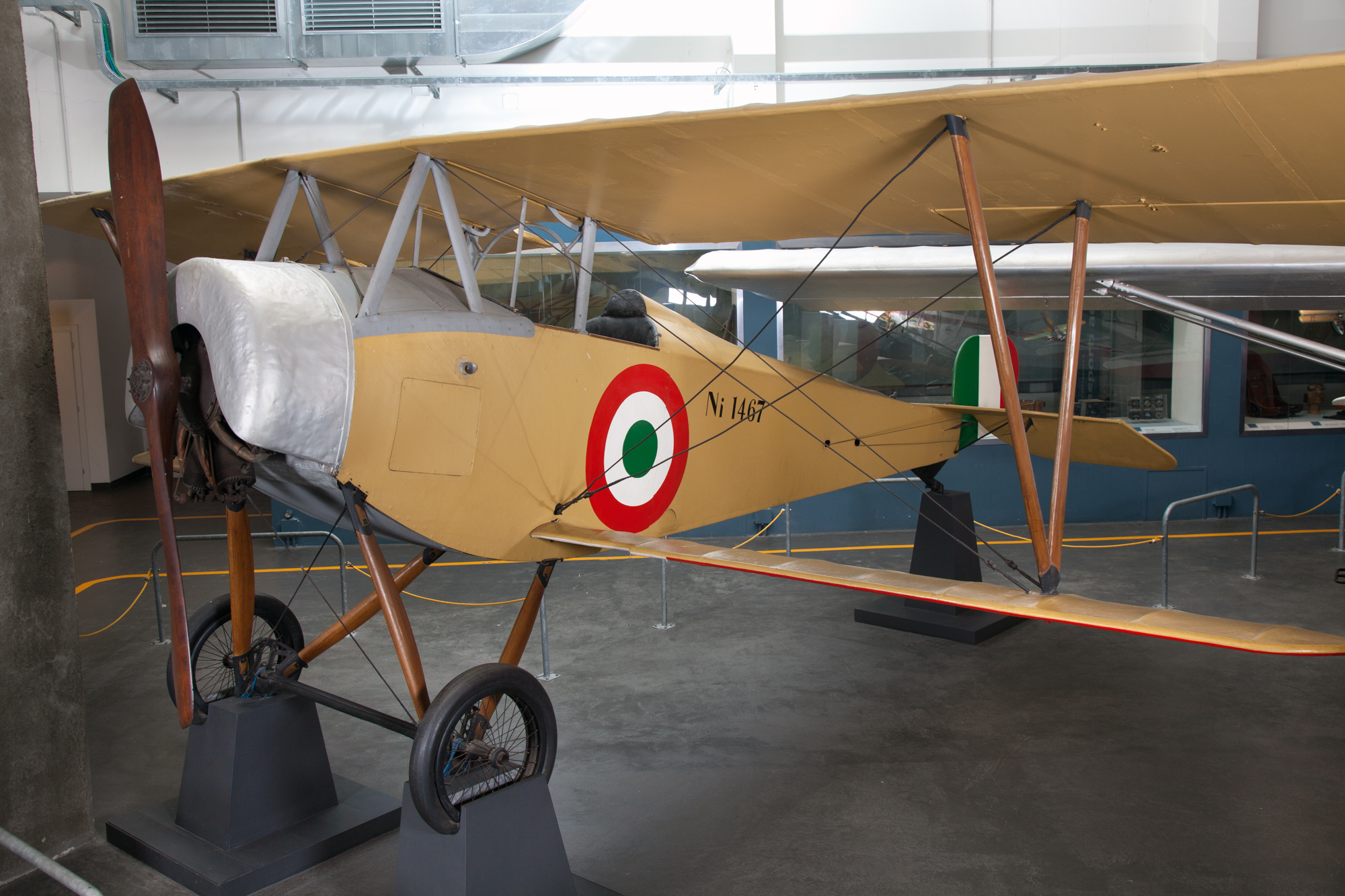
レオナルド・ダ・ヴィンチ記念国立科学技術博物館（ミラノ）のニューポール＝マッキ Ni.10

ニューポール X.B
本機とは無関係な既存のニューポール 10単葉機と区別するために付けられた初期の型式名。
ニューポール X.AV
偵察員/銃手を前席、操縦者を後席に配した型の社内呼称。
ニューポール X.AR
操縦者を前席、偵察員/銃手を後席に配した型の社内呼称。
ニューポール 10 A.2
複座偵察機（弾着観測機）。ニューポールX.ARに同じ。
ニューポール 10 C.1
単座戦闘機型。ニューポール11 C.1開発のきっかけとなった。
ニューポール 10 E.2
練習機用のニューポール 10 A.2。
ニューポール 83 E.2
細部を改修した練習機専用型。
ニューポール三葉機
特異な食い違い翼を持つ三葉機の試験機。
ニューポール＝マッキ 10.000
多岐にわたる改修を施したイタリア製のニューポール10。
ニューポール18 or 18メートル・ニューポール
基本型式の非公式呼称。主翼の公称翼面積18平方メートルに基づく。
中島飛行機 甲式二型練習機（陸軍）
日本でライセンス生産されたニューポール 83 E.2。
B.F.2 (training aircraft type 2)
シャムが輸入したニューポール 83 E.2の型式名。

## 運用者

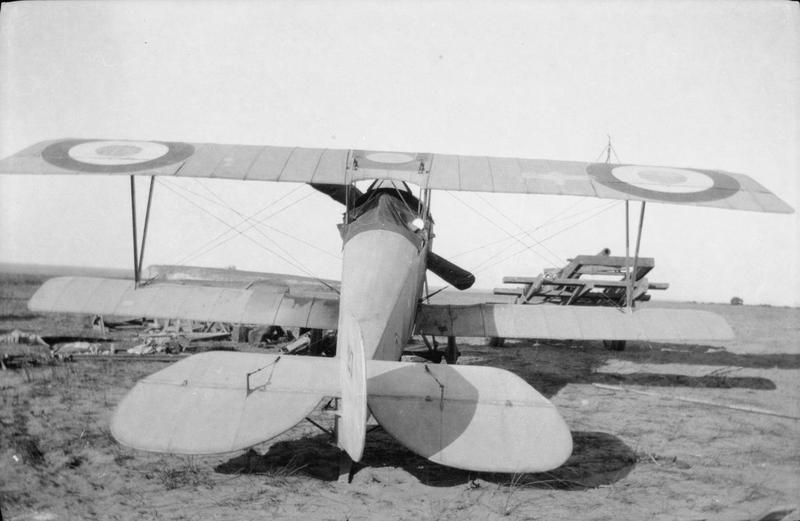
イギリス海軍航空隊のニューポール10。原型の小型水平尾翼と銃手のための上翼の切り欠きが分かる。

ベルギー
ベルギー陸軍航空隊
 ブラジル
Brazilian Air Force
 フランス
軍事航空隊
海軍航空隊 (フランス海軍)
 フィンランド
フィンランド空軍 （元ロシア機）
 フィンランド社会主義労働者共和国
赤衛軍（フィンランド） （元ロシア機）
 イタリア王国
イタリア陸軍航空隊
 日本
大日本帝国陸軍航空部隊
 ポルトガル
ポルトガル陸軍航空隊 - 7機のニューポール Ni.83E-2練習機を1917年に受領した。
 ルーマニア
ルーマニア王立空軍 - 1915年にニューポール 10を1機購入し、練習機として使用。
 ロシア帝国
ロシア帝国空軍 - 多数を輸入・ライセンス生産した。
ロシア帝国海軍 - 旧空軍機。
 セルビア
セルビア空軍
 シャム
タイ王国陸軍航空隊
 ウクライナ人民共和国
ウクライナ人民共和国軍 （1機のみ）
 イギリス
イギリス海軍航空隊 - 初期のユーザ。陸軍航空隊はニューポール 10を使用していないことに注意。
 アメリカ合衆国
アメリカ陸軍航空部（アメリカ外征軍） - 練習機としてのみ使用。
 ソビエト連邦
労働者・農民赤軍航空隊 （元ロシア機）

## 現存機
ニューポール＝マッキ 10,000が2機残存しており、イタリアのイタリア戦史博物館（イタリア語: Museo Storico Italiano della Guerra）とレオナルド・ダ・ヴィンチ記念国立科学技術博物館（英語: Museo nazionale della scienza e della tecnologia Leonardo da Vinci）で展示されている。シャルル・ナンジェッセが戦後まもなくアメリカ合衆国での曲芸飛行に使用したニューポール83 E.2はオールド・ラインベック飛行場（英語: Old Rhinebeck Aerodrome）で静態展示されている。

## 性能諸元 （ニューポール＝マッキ 10）
出典: Nieuport Macchi 11 & 17 and French Aircraft of the First World War
諸元
- 乗員: 2
- 全長: 7.01 m
- 全高: 2.85 m
- 翼幅: 

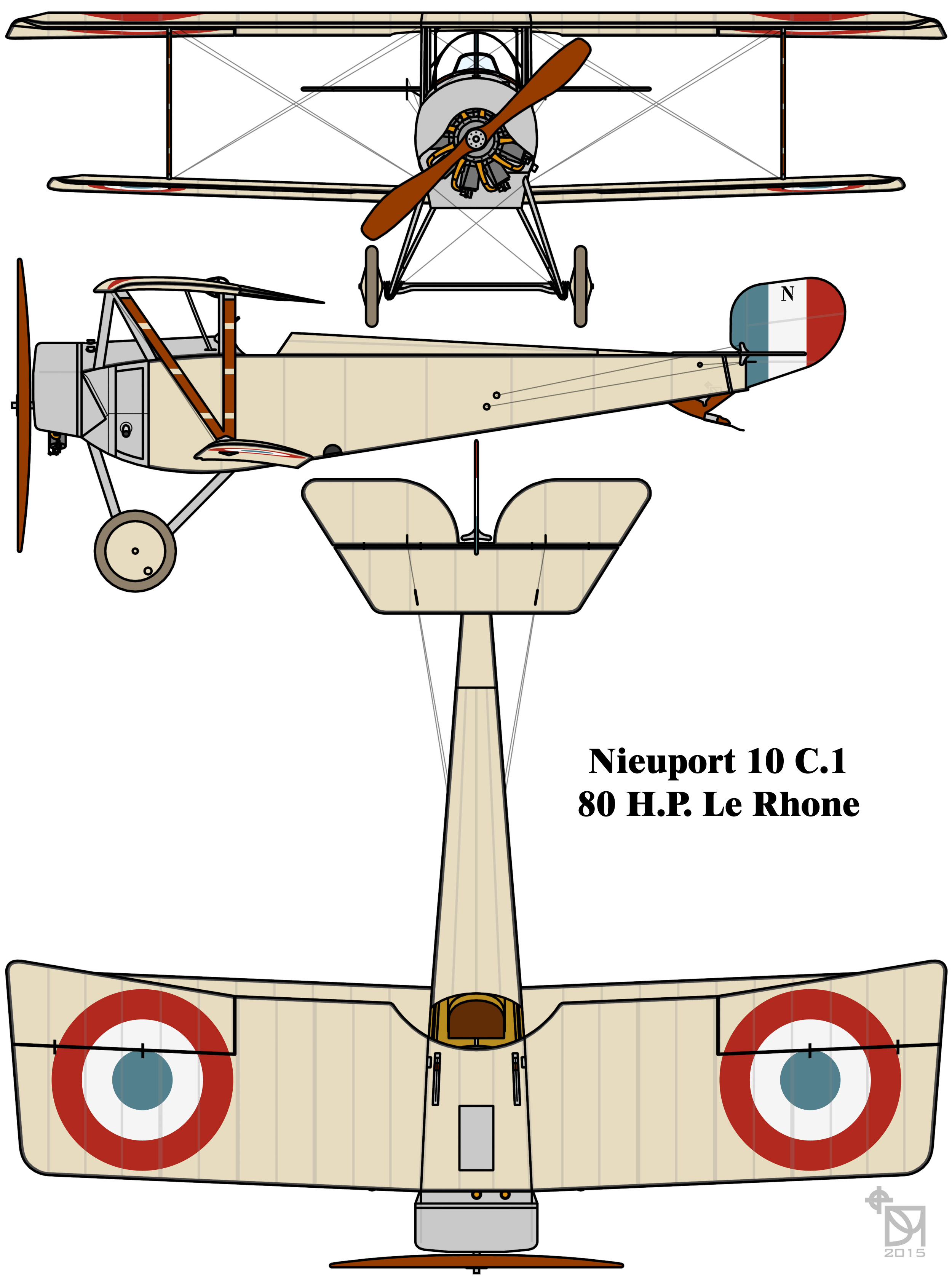
最終型のニューポール 10 C.1 戦闘機

  - 上翼: 8.03 m （翼弦1.61 m、後退角2° 45'）
  - 下翼: 7.51 m （翼弦0.90 m）
- 翼面積: 18 m2
- 空虚重量: 440 kg
- 有効搭載量: 650 kg
- 動力: ル・ローヌ 9C（英語版） 9気筒空冷ロータリーピストンエンジン、 （80 hp、プロペラ: Régy 155 または Chauviere 2219 （2翅固定ピッチ、直径2.5 m[9]））   × 1
- 車輪間隔: 1.60 m[9]

性能
- 最大速度: 140 km/h
- 航続距離: 300 km
- 実用上昇限度: 4000 m
- 上昇率: 2,000 mまで15分30秒
- 翼面荷重: 36.1 kg/m2
- 航続時間: 2時間30分

武装
- 固定武装: .303 in (7.70 mm) ルイス機関銃 または 7.9 mm (0.31 in) オチキス機関銃  × 1 （上翼の上に搭載）

## 参照